# Heroldovo kvarteto
Heroldovo kvarteto je české smyčcové kvarteto.
Kvarteto vzniklo v roce 1998 a v roce 2001 získalo Cenu Českého spolku pro komorní hudbu.

## Obsazení
Petr Zdvihal, Jan Valta – housle, Karel Untermüller – viola, David Havelík – violoncello.